# Engelamt
Ein Engelamt ist eine feierliche heilige Messe („Amt“) zu regional und zeitlich unterschiedlichen Anlässen.
- Im Spätmittelalter wurde unter „Engelamt“ eine heilige Messe verstanden, die vielerorts donnerstags vor ausgesetztem Allerheiligsten gefeiert wurde und an die sich oft eine eucharistische Prozession anschloss. Dabei waren die Ministranten als Engel gekleidet.
- Eine adventliche Roratemesse wird wegen des darin vorgetragenen Evangeliums von der Verkündigung der Geburt Jesu an Maria durch den Erzengel Gabriel (Lk 1,26–38 EU) vor allem in Alpenländern als Engelamt bezeichnet.
- Auch die mitternächtliche Christmette zu Weihnachten kann Engelamt genannt werden, weil das Evangelium mit dem Gesang der Engel bei der Geburt Jesu (Lk 2,13f EU) schließt. Die heilige Messe am Morgen des Weihnachtstages (Missa in aurora) ist dann das „Hirtenamt“ wegen des Evangeliums von der Anbetung der Hirten (Lk 2,15–20 EU).
- „Engelamt“ ist ein Name für ein Requiem bei der Beerdigung eines getauften Kindes. Dabei wurden früher die liturgischen Texte der Votivmesse von den heiligen Engeln benutzt. Damit sollte dem Volksglauben Rechnung getragen werden, dass solche Kinder zu Engeln werden. Seit der Liturgiereform des Zweiten Vatikanischen Konzils gibt es eigene Texte für das Messproprium beim Begräbnis eines Kindes.